# Оттер-Крик (Флорида)
Оттер-Крик (англ. Otter Creek) — город, расположенный в округе Ливи (штат Флорида, США) с населением в 129 человек по статистическим данным переписи 2007 года.

## География
По данным Бюро переписи населения США город Оттер-Крик имеет общую площадь в 3,76 квадратных километров, из которых 3,7 кв. километров занимает земля и 0,05 кв. километров — вода. Площадь водных ресурсов округа составляет 1,33 % от всей его площади.
Город Оттер-Крик расположен на высоте 8 м над уровнем моря.

## Демография
По данным переписи населения 2007 года в Оттер-Крик проживало 129 человек, 32 семьи, насчитывалось 54 домашних хозяйств и 70 жилых домов. Средняя плотность населения составляла около человек на один квадратный километр. Расовый состав населённого пункта распределился следующим образом: 93,39 % белых, 3,31 % — чёрных или афроамериканцев, 0,83 % — представителей смешанных рас, 2,48 % — других народностей. Испаноговорящие составили 4,96 % от всех жителей города.
Из 54 домашних хозяйств в 22,2 % воспитывали детей в возрасте до 18 лет, 51,9 % представляли собой совместно проживающие супружеские пары, в 3,7 % семей женщины проживали без мужей, 40,7 % не имели семей. 31,5 % от общего числа семей на момент переписи жили самостоятельно, при этом 14,8 % составили одинокие пожилые люди в возрасте 65 лет и старше. Средний размер домашнего хозяйства составил 2,24 человек, а средний размер семьи — 2,91 человек.
Население города по возрастному диапазону по данным переписи 2000 года распределилось следующим образом: 17,4 % — жители младше 18 лет, 7,4 % — между 18 и 24 годами, 20,7 % — от 25 до 44 лет, 37,2 % — от 45 до 64 лет и 17,4 % — в возрасте 65 лет и старше. Средний возраст жителей составил 46 лет. На каждые 100 женщин в Оттер-Крик приходилось 108,6 мужчин, при этом на каждые сто женщин 18 лет и старше приходилось 100,0 мужчин также старше 18 лет.
Средний доход на одно домашнее хозяйство городе составил 18 036 долларов США, а средний доход на одну семью — 19 821 доллар. При этом мужчины имели средний доход в 30 000 долларов США в год против 22 500 долларов среднегодового дохода у женщин. Доход на душу населения в городе составил 18 036 долларов в год. Все семьи имели доход, превышающий уровень бедности, 20,2 % от всей численности населения находилось на момент переписи населения за чертой бедности, при этом 17,2 % жителей были в возрасте 64 лет и старше.